# Zaručnici
Zaručnici jest hrvatski naslov prvog talijanskog povijesnog romana I Promessi sposi. Napisao ga je Alessandro Manzoni godine 1827.  To je najpoznatiji i najčitaniji roman na talijanskom jeziku.
Radnja se odvija na sjeveru Italije 1628., za vrijeme opresivnih godina pod španjolskom vlašću. Ponekad se roman vidi kao prikriven napad na Austriju, koja je kontrolirala područje u vrijeme kada je pisan. Autor je opisao između ostalog i epidemiju kuge koja je pogodila Milano oko 1630. godine.
Roman govori o dvoje zaljubljenih koji su prošli kroz sve prepreke samo da budu zajedno.  U središtu je radnje dvoje seoskih zaručnika čije vjenčanje onemogućuju mjesni moćnik i ustrašeni župnik. Manzonijevo shvaćanje povijesti prožeto je kršćanskim naukom o spasenju i vjerom u Božju providnost pa, u skladu s tim, nakon mnogobrojnih peripetija njegov ep o običnom puku završava sretnim vjenčanjem. Bavi se različitim temama, od kukavičke, licemjerne prirode jednog prelata (Don Abbondio) i herojske svetosti drugih svećenika (Padre Cristoforo, Federico Borromeo), o nepokolebljivoj snazi ljubavi (odnos Renza i Lucije, i njihova borba da se konačno opet vide i budu u braku), i nudi neke oduševljene uvide u tvorevine ljudskog uma.
Manzoniju je inspiracija za ovaj roman bio "Ivanhoe" Waltera Scotta iz 1820.
U 20. stoljeću bilo je mnogo filmskih adaptacija romana u Italiji, a prema romanu su nastale i dvije opere. "Zaručnici" A. Manzonija je roman koji spada u remek-djela europske književnosti.
Papa Franjo je izjavio da je u čak tri navrata pročitao roman "Zaručnici": 'Ta mi je knjiga opet na stolu, želim je pročitati opet', rekao je, napominjući kako ga je s tim djelom upoznala njegova baka, još dok je bio dijete.